# Machovice (Přídolí)
Machovice (německy Machowitz) je část městysu Přídolí v okrese Český Krumlov v Jihočeském kraji. Nachází se zde pět domů.

## Historie a popis
Machovice leží pod severním svahem vrchu Kříchová (776 m) a od nejbližšího většího města, Českého Krumlova, jsou vzdáleny 3 km jihovýchodním směrem.
První písemný doklad o vsi lze nalézt v listinách z roku 1379. Ve druhé polovině 14. století Machovice přikoupil ke krumlovskému panství Jan I. z Rožmberka. V písemnostech jsou Machovice uváděny i ve spojitosti s poplužním dvorem Drahoslavice, kolem kterého měla vést Linecká stezka.
Po druhé světové válce Machovice ztratily většinu obyvatel kvůli vysídlení a osada tak začala pustnout. V letech 1921–1950 osada patřila podle historického lexikonu obcí pod obec Spolí, v jejímž katastru nadále leží. Když pak Spolí bylo přiřazeno pod Přídolí, přešly k obci automaticky i Machovice. Patří i k farnosti Přídolí. Od 1. ledna 1973 byla osada úředně zrušena.

## Pamětihodnosti
Ve vsi stojí dvě výklenkové kapličky:
- při polní cestě na sever od vsi,
- před domem čp. 107.

## Rodáci
- Pius Mathias Pangerl - cisterciák vyšebrodského kláštera s řádovým jménem Pius (1883-1953)[9]
- Ondrej Gustav el Jonson -  správce polností a lesů vyšebrodského kláštera (1853-1862)[9]

## Galerie

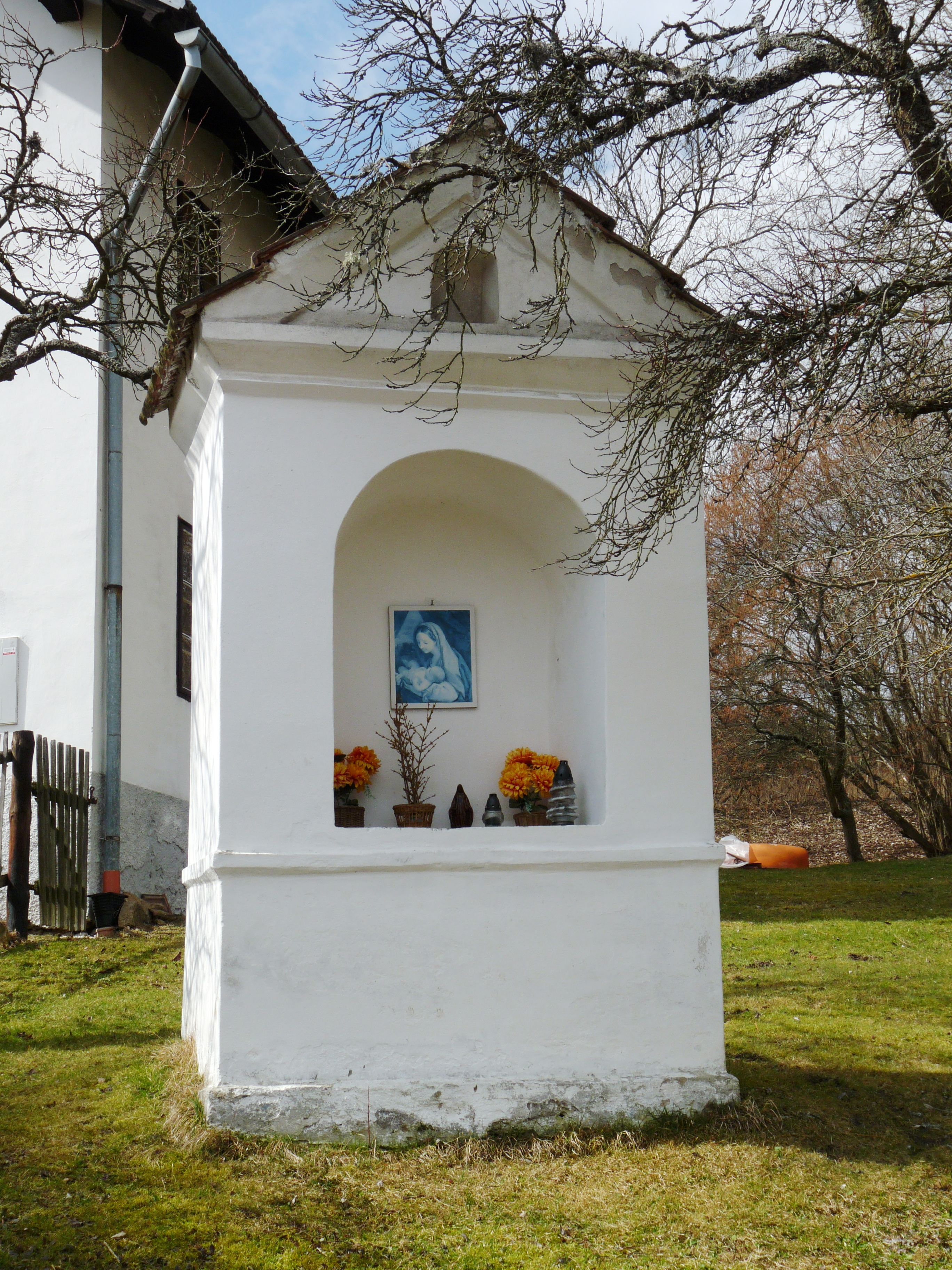
Kaplička v centru
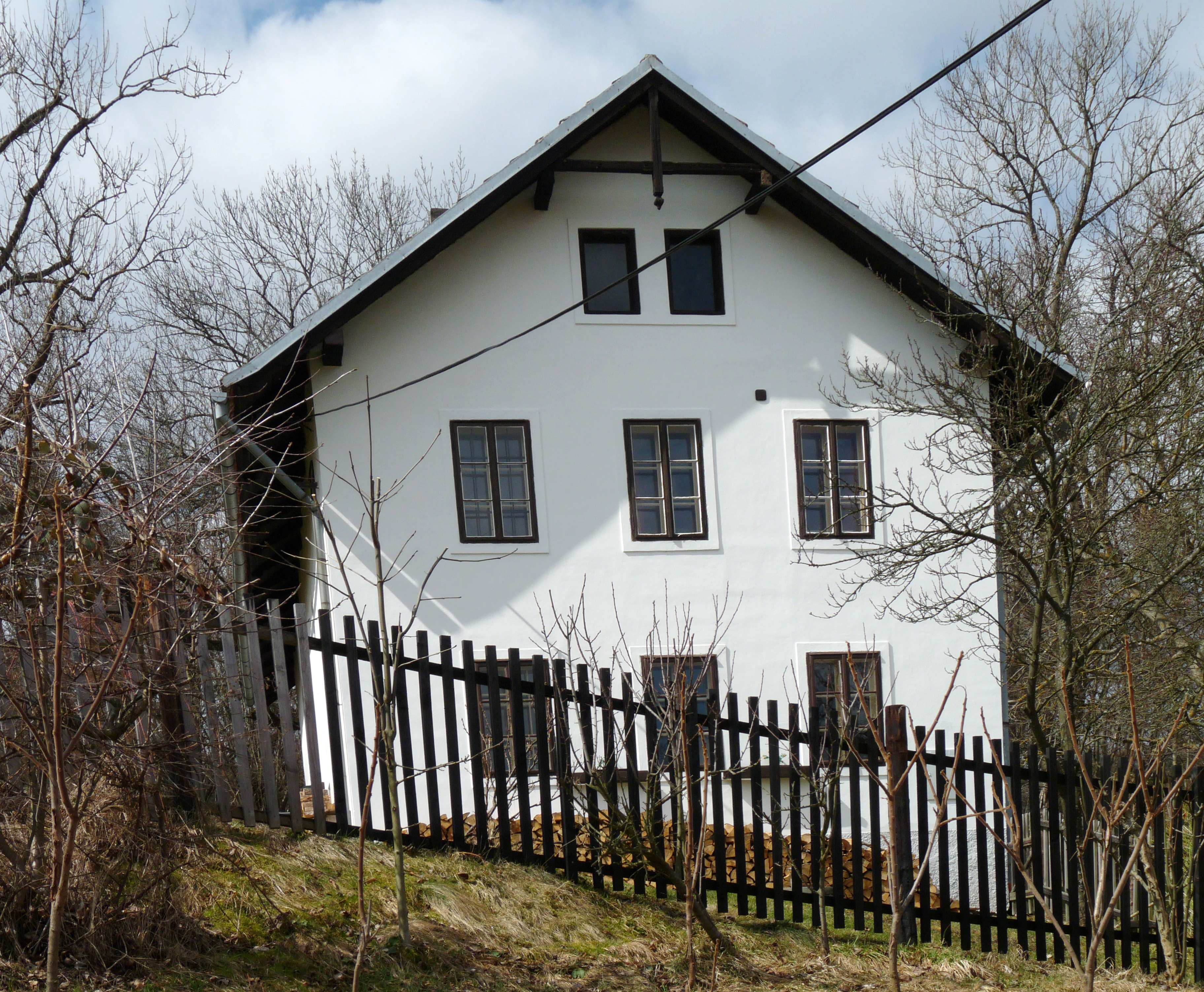
Dům čp. 107
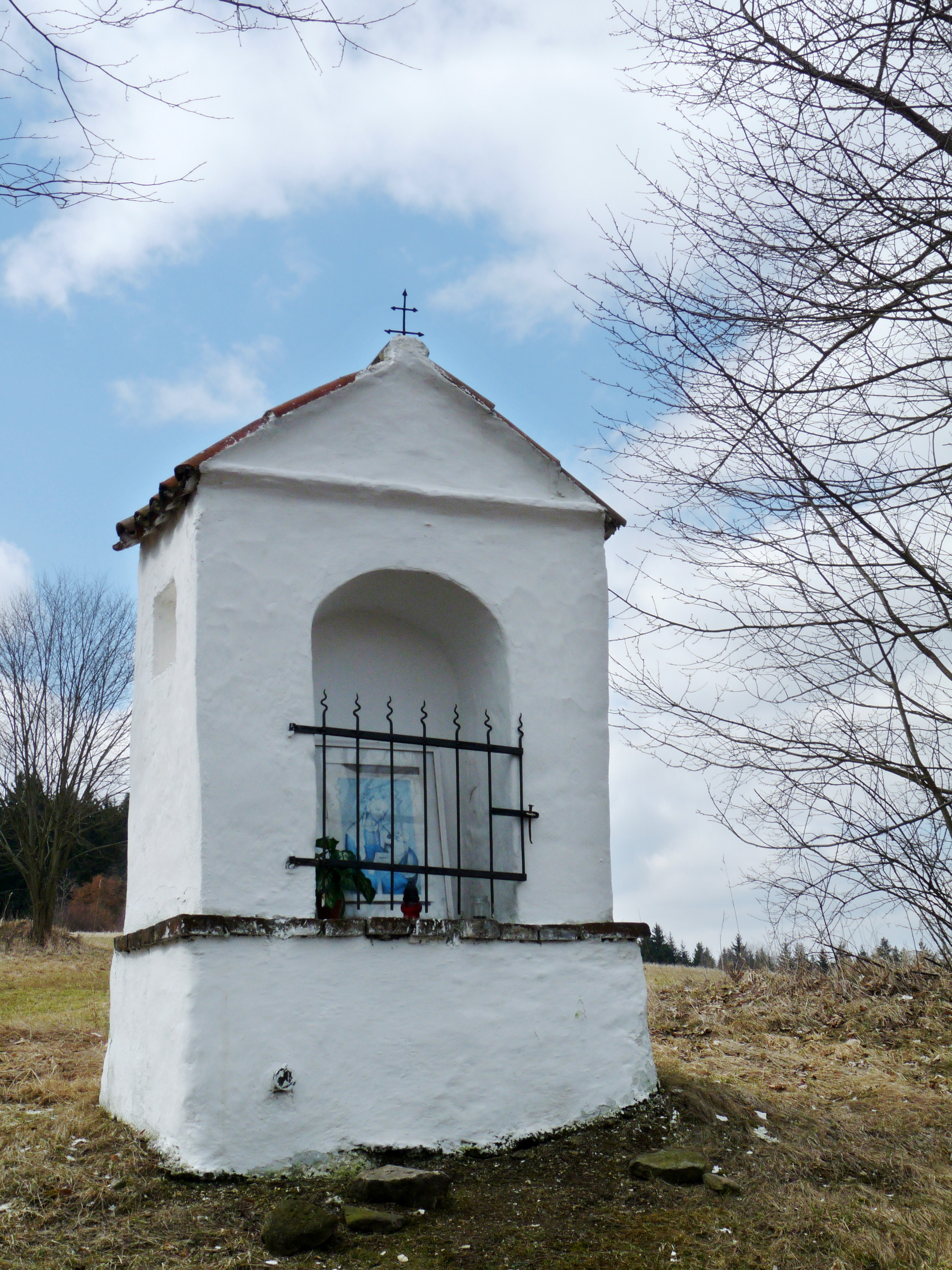
Kaplička severně od vsi